# فلور ماريا شلبود
فلور ماريا شلبود (3 يوليو 1921 - 12 يناير 2013) كانت السيدة الأولى لفنزويلا بين 2 ديسمبر 1952 و23 يناير 1958 وأحد مؤسسي جمعية السيدات البوليفارية.

## السيرة الشخصية
في 4 فبراير 1945 تزوجت تشالبود من الجنرال ماركوس بيريز خيمينيز، وكانت السيدة الأولى لفنزويلا خلال فترة رئاسته بين 2 ديسمبر 1952 و23 يناير 1958. كانت ابنة عم الرئيس اللفتنانت كولونيل كارلوس ديلجادو تشالبود. خلال رئاسة بيريز خيمينيز اشتهرت في وسائل الإعلام الوطنية بدورها في المناسبات الدبلوماسية الرسمية التي ترأستها أو شاركت فيها بالاسم الرسمي «دونا فلور ماريا تشالبود كاردونا دي بيريز خيمينيز».
شاركت تشلبود في إنشاء جمعية السيدات البوليفارية التي كانت تقودها عادة السيدة الأولى الفنزويلية منذ ذلك الحين. كان هدف المنظمة هو «ضمان بكل الوسائل الممكنة مساعدة الأمهات والأطفال الفنزويليين، وتكريس نفسها لأنواع أخرى من الضمان الاجتماعي». بين عامي 1953 و1954 بدأت المنظمة مساعيها في جميع أنحاء البلاد مثل رياض الأطفال والمدارس والملاعب ومراكز الأمهات. كما سلمت ألعابًا للأطفال في أيام خاصة، من بين أنشطة أخرى.
ظلت تشلبود مع بيريز خيمينيز خلال محاكماته بتهم الاختلاس في الستينيات وسنوات نفيه في إسبانيا، حتى توفي في ألكوبينداس. توفيت في يناير 2013 عن عمر يناهز 91 عامًا.